# 拉訥堡科格爾山

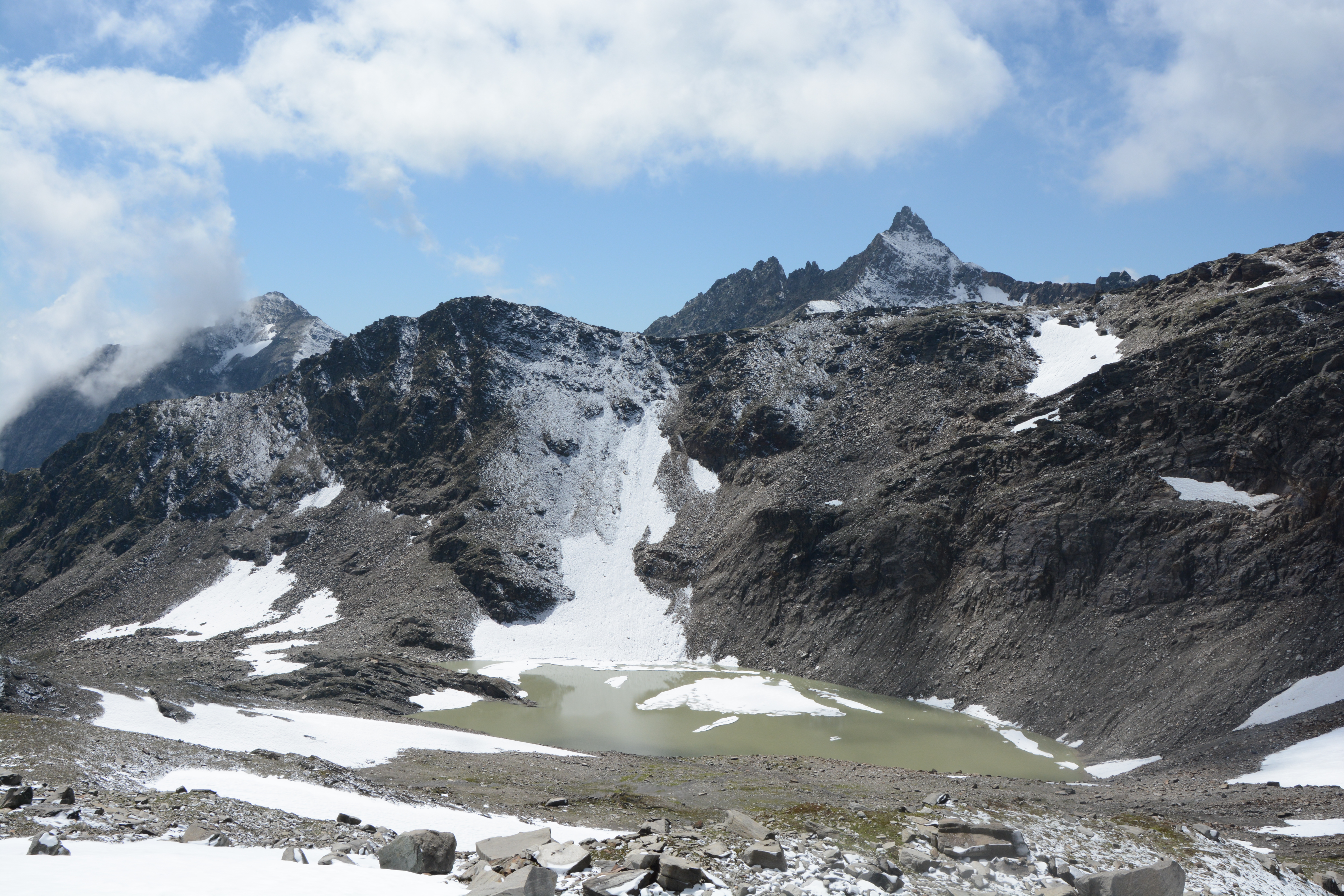

47°04′53″N 12°29′02″E / 47.081389°N 12.483889°E
拉訥堡科格爾山（德語：Raneburgkogel），是奧地利的山峰，位於該國西部，由蒂羅爾州負責管轄，屬於維內迪傑山脈的一部分，海拔高度2,925米，人類在1820年首次登頂。